# Mikrosekunda
Míkrosekunda (okrajšava μs) je enota za merjenje časa, milijonkrat manjša od sekunde. 
Velikokrat se uporablja za merjenje trajanja atomskih ali kemijskih reakcij, ki se običajno zgodijo v nepredstavljivo kratkih časih.
Za primerjave glej 1 E-6 s.
V tem času npr. svetloba v vakuumu prepotuje 299,8 m, za eno miljo (~1609 m) pa potrebuje 5,4 μs.